# Nemoura
Nemoura is een geslacht van steenvliegen uit de familie beeksteenvliegen (Nemouridae). De wetenschappelijke naam van het geslacht is voor het eerst geldig gepubliceerd in 1796 door Latreille.

## Soorten
Nemoura omvat de volgende soorten:
- Nemoura abscissa Zwick, 1977
- Nemoura aetolica Zwick, 1978
- Nemoura akagii Kawai, 1960
- Nemoura alaica Zhiltzova, 1976
- Nemoura almaatensis Zhiltzova, 1979
- Nemoura anas Murányi, 2007
- Nemoura anguiculus Shimizu, 1997
- Nemoura apicalis Sivec & Stark, 2010
- Nemoura apollo Zwick, 1978
- Nemoura aquila Murányi, 2011
- Nemoura arctica Esben-Petersen, 1910
- Nemoura arlingtoni Wu, 1939
- Nemoura asceta Murányi, 2007
- Nemoura atristrigata Li & Yang, 2007
- Nemoura auberti Zwick, 1977
- Nemoura avicularis Morton, 1894
- Nemoura babai Kawai, 1966
- Nemoura babiagorensis Sowa, 1964
- Nemoura baiyunshana Li, Wang & Yang, 2012
- Nemoura basispina Li & Yang, 2006
- Nemoura bidentata Wang & Du, 2008
- Nemoura bituberculata Kimmins, 1950
- Nemoura bokhari Aubert, 1967
- Nemoura braaschi Joost, 1970
- Nemoura brachiptilus Motschulsky, 1853
- Nemoura brevicauda Zwick, 1980
- Nemoura brevilobata (Klapálek, 1912)
- Nemoura brevipennis Martynov, 1928
- Nemoura bulgarica Raušer, 1962
- Nemoura caligula Zwick, 1978
- Nemoura cambrica Stephens, 1836
- Nemoura carpathica Illies, 1963
- Nemoura caspica Aubert, 1964
- Nemoura ceciliae Aubert, 1956
- Nemoura cercispinosa Kawai, 1960
- Nemoura chattriki Aubert, 1967
- Nemoura chinonis Okamoto, 1922
- Nemoura chugi Aubert, 1967
- Nemoura cinerea (Retzius, 1783)
- Nemoura clavaloba Sivec & Stark, 2010
- Nemoura cocaviuscula Du & Zhou, 2007
- Nemoura cochleocercia Wu, 1962
- Nemoura concava Li & Yang, 2008
- Nemoura confusa Zwick, 1970
- Nemoura dentata Shimizu, 1997
- Nemoura dentigera Shimizu, 1997
- Nemoura despinosa Zhiltzova, 1977
- Nemoura dromokeryx Theischinger, 1976
- Nemoura dubitans Morton, 1894
- Nemoura dulkeiti Zapekina-Dulkeit, 1975
- Nemoura elegantula Martynov, 1928
- Nemoura erratica Claassen, 1936
- Nemoura espera Ham & Lee, 1999
- Nemoura flaviscapa Aubert, 1956
- Nemoura flexuosa Aubert, 1949
- Nemoura floralis Li & Yang, 2006
- Nemoura formosana Shimizu, 1997
- Nemoura fulva (Šámal, 1921)
- Nemoura fulviceps Klapálek, 1902
- Nemoura furcocauda Wu, 1973
- Nemoura fusca Kis, 1963
- Nemoura geei Wu, 1929
- Nemoura gemma Ham & Lee, 1998
- Nemoura genei Rambur, 1842
- Nemoura gladiata Uéno, 1929
- Nemoura grandicauda Wu, 1973
- Nemoura guangdongensis Li & Yang, 2006
- Nemoura hamata Kis, 1965
- Nemoura hamulata Zhiltzova, 1971
- Nemoura hangchowensis Chu, 1928
- Nemoura hesperiae Consiglio, 1960
- Nemoura illiesi Mendl, 1968
- Nemoura indica (Needham, 1909)
- Nemoura irani Aubert, 1964
- Nemoura janeti Wu, 1938
- Nemoura jejudoensis Zwick & Baumann, 2011
- Nemoura jezoensis Okamoto, 1922
- Nemoura jilinensis Zhu & Yang, 2003
- Nemoura junhuae Li & Yang, 2008
- Nemoura khasii Aubert, 1967
- Nemoura klapperichi Sivec, 1981
- Nemoura kopetdaghi Zhiltzova, 1976
- Nemoura kownackorum Sowa, 1970
- Nemoura kuhleni Aubert, 1967
- Nemoura kuwayamai Kawai, 1966
- Nemoura lacustris Pictet, 1865
- Nemoura lahkipuri Aubert, 1967
- Nemoura lazoensis Zwick, 2010
- Nemoura lepnevae Zhiltzova, 1971
- Nemoura linguata Navás, 1918
- Nemoura longicauda Kis, 1964
- Nemoura longicercia Okamoto, 1922
- Nemoura longilobata Shimizu, 1997
- Nemoura lucana Nicolai & Fochetti, 1991
- Nemoura lui Du & Zhou, 2008
- Nemoura luteicornis Stephens, 1836
- Nemoura magnicauda Zwick, 1980
- Nemoura magniseta Sivec & Stark, 2010
- Nemoura magnispina Du & Zhou, 2008
- Nemoura manchuriana Uéno, 1941
- Nemoura marginata Pictet, 1836
- Nemoura martynovia Claassen, 1936
- Nemoura matangshanensis Wu, 1935
- Nemoura mawlangi Aubert, 1967
- Nemoura meniscata Li & Yang, 2007
- Nemoura mesospina Li & Yang, 2008
- Nemoura miaofengshanensis Zhu & Yang, 2003
- Nemoura minima Aubert, 1946
- Nemoura monae Joost, 1977
- Nemoura monticola Raušer, 1965
- Nemoura mortoni Ris, 1902
- Nemoura moselyi Despax, 1934
- Nemoura mucronata Li & Yang, 2008
- Nemoura nankinensis Wu, 1926
- Nemoura naraiensis Kawai, 1954
- Nemoura needhamia Wu, 1927
- Nemoura neospiniloba Sivec & Stark, 2010
- Nemoura nepalensis Zwick, 1980
- Nemoura nervosa Pictet, 1836
- Nemoura nigritarsis Pictet, 1836
- Nemoura nigrodentata Zhiltzova, 1980
- Nemoura normani Ricker, 1952
- Nemoura obtusa Ris, 1902
- Nemoura oculata Wang & Du, 2006
- Nemoura oropensis Ravizza & Ravizza-Dematteis, 1980
- Nemoura ovocercia Kawai, 1960
- Nemoura ovoidalis Kis, 1965
- Nemoura palliventris Aubert, 1953
- Nemoura papilla Okamoto, 1922
- Nemoura parafulva Zhiltzova, 1981
- Nemoura perforata Li & Yang, 2006
- Nemoura peristeri Aubert, 1963
- Nemoura persica Zwick, 1980
- Nemoura pesarinii Ravizza & Ravizza-Dematteis, 1979
- Nemoura petegariensis Kawai, 1971
- Nemoura phasianusa Ham, 2009
- Nemoura pirinensis Raušer, 1962
- Nemoura pseudoerratica Vinçon & Pardo, 2003
- Nemoura pygmaea Braasch & Joost, 1972
- Nemoura quadrituberata Shimizu, 1997
- Nemoura rahlae Jewett, 1958
- Nemoura raptoraloba Sivec & Stark, 2010
- Nemoura redimiculum Kawai, 1966
- Nemoura rickeri Jewett, 1971
- Nemoura rifensis Aubert, 1960
- Nemoura rivorum Ravizza & Ravizza-Dematteis, 1995
- Nemoura rotundprojecta Du & Zhou, 2008
- Nemoura rufescens Blanchard, 1851
- Nemoura rugosa Zwick, 2010
- Nemoura sabina Fochetti & Vinçon, 2009
- Nemoura sachaliensis Matsumura, 1911
- Nemoura saetifera Shimizu, 1997
- Nemoura sahlbergi Morton, 1896
- Nemoura sciurus Aubert, 1949
- Nemoura securigera Klapálek, 1908
- Nemoura serrarimi Aubert, 1967
- Nemoura sichuanensis Li & Yang, 2006
- Nemoura sinuata Ris, 1902
- Nemoura speustica Newman, 1851
- Nemoura spinacerca Sivec & Stark, 2010
- Nemoura spiniloba Jewett, 1954
- Nemoura spinosa Wu, 1939
- Nemoura stellata Li & Yang, 2008
- Nemoura stratum Kawai, 1966
- Nemoura stylocerca Sivec & Stark, 2010
- Nemoura subtilis Klapálek, 1896
- Nemoura tamangi Sivec, 1980
- Nemoura tau Zwick, 1973
- Nemoura taurica Zhiltzova, 1967
- Nemoura tenuiloba Sivec & Stark, 2010
- Nemoura transsylvanica Kis, 1963
- Nemoura transversospinosa Zhiltzova, 1979
- Nemoura triangulifera Zwick, 1980
- Nemoura tridenticula Li, Wang & Yang, 2012
- Nemoura tripotini Zwick, 2010
- Nemoura trispinosa Claassen, 1923
- Nemoura trivittata Shimizu, 1997
- Nemoura uenoi Kawai, 1954
- Nemoura uncinata Despax, 1934
- Nemoura undulata Ris, 1902
- Nemoura unicornis Jewett, 1975
- Nemoura ussuriensis Zhiltzova, 1997
- Nemoura viki Lillehammer, 1972
- Nemoura vinconi Murányi, 2007
- Nemoura wangi Li & Yang, 2008
- Nemoura wittmeri Zwick, 1975
- Nemoura xistralensis Vinçon & Pardo, 2003
- Nemoura yunnanensis Wu, 1939
- Nemoura zaohensis Shimizu, 1997
- Nemoura zwicki Sivec, 1980